# Bogdan-Daniel Deac
Bogdan-Daniel Deac est un joueur d'échecs roumain né le 8 octobre 2001 à Râmnicu Vâlcea. 
Au 1er juillet 2021, il est le deuxième joueur roumain et le 117e joueur mondial avec un classement Elo de 2 639 points.

## Biographie et carrière
Grand maître international à moins de quinze ans en 2016, il fut également le plus jeune maître international du monde en 2012 à douze ans. il a représenté la Roumanie lors de l'olympiade d'échecs de 2016 (7 points sur 10 au troisième échiquier) et du championnat d'Europe par équipe de 2017 (la Roumanie finit septième de la compétition).
En 2021, il remporte le championnat de Roumanie d'échecs. Lors de la Coupe du monde d'échecs 2021, il bat le Tunisien Amir Zaibi au premier tour, puis il perd au deuxième tour face au Russe Grigori Oparine.
Lors du tournoi Grand Suisse FIDE de 2021, il marque 7 points sur 11 (quatrième place ex æquo (quinzième au départage). En mai 2022, il marque la moitié des points au tournoi Superbet Classic (5e-7e place ex æquo). En juillet 2022, il marque 4 points sur 6 et finit deuxième du Grand Prix Sparkassen de Dortmund.
En août 2022, il marque 7 points sur 9 (5 victoires et quatre nulles) au premier échiquier de l'équipe de Roumanie, réalisant une performance Elo de 2 759 points.
| Année | Lieu   | Résultat       | Ultime adversaire | Adversaires battus                           |
| ----- | ------ | -------------- | ----------------- | -------------------------------------------- |
| 2021  | Sotchi | deuxième tour  | Grigori Oparine   | Amir Zaibi                                   |
| 2023  | Bakou  | troisième tour | Nihal Sarin       | (exempt au premier tour) Pablo Ismael Acosta |